# صائدا الفأر (فلم)
صائدا الفأر (بالإنجليزية: MouseHunt) هو فيلم كوميدي صدر عام 1997 من إخراج غور فيربينسكي وكتبه آدم ريفكين والبطولة من لي إيفانس وناثان لين ونشره دريم ووركس

## القصة
يبدأ الفيلم عندما يكون الأخوان إيرني (بدور ناثان لين) ولارس (بدور لي إيفانز) في جنازة والدهما اللذي أعطاهما شريطا وأوصاهما به فتحدث مشاكل لهما في غياب والدهما رئيس شركة لصناعة القطن والخيوط، إيرني كان طباخا وطرد من عمله لأنه أعطى لإحدى المشاهير أكلا يحتوي على خنفساء مقززة ليتسبب في قتله وأما لارس طردته زوجته بسبب توقفه عن العمل فيتعاقدان مع إحدى أصدقائهما على شراء منزل وهناك يجدان فأرا يسبب لهما المشاكل ولكن في النهاية يأكل الفأر الخيط ويجدان نصفه ولكنه مصنوع من الجبن فعرفا أن والدهما أوصى فقط بالجبن والفأر هو الذي أعاد الفطنة إليهما فيعودان لعملهما نفس العمل حتى الفأر كان معهما.

## طاقم التمثيل

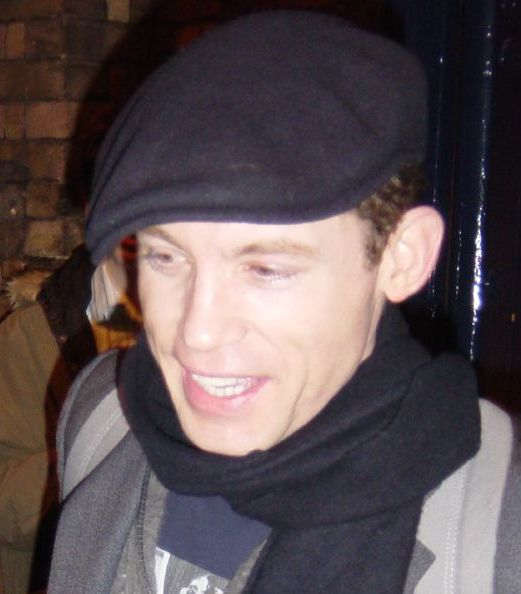
لي إيفانز بدور لارس

- ناثان لين بدور إيرني سمونتز (بالإنجليزية: Ernie Smuntz)
- لي إيفانز بدور لارس سمونتز (بالإنجليزية: Lars Smuntz)
- فيكي لويس بدور أبريل سمونتز (بالإنجليزية: April Smuntz)
- إريك كريسماس بدور محامي إيرني ولارس
- موري تشيكن بدور ألكسندر فالكو (بالإنجليزية: Alexander Falko)

## مواقع التصوير
شوهد الفيلم في الولايات المتحدة الأمريكية.

## روابط خارجية
- صائدا الفأر على موقع IMDb (الإنجليزية)
- صائدا الفأر على موقع ميتاكريتيك (الإنجليزية)
- صائدا الفأر على موقع روتن توميتوز (الإنجليزية)
- صائدا الفأر على موقع نتفليكس (الإنجليزية)
- صائدا الفأر على موقع ألو سيني (الفرنسية)
- صائدا الفأر على موقع Turner Classic Movies (الإنجليزية)
- صائدا الفأر على موقع أول موفي (الإنجليزية)
- صائدا الفأر على موقع بوكس أوفيس موجو (الإنجليزية)
- صائدا الفأر على موقع فيلمافينيتي (الإسبانية)
- صائدا الفأر على موقع قاعدة بيانات الأفلام السويدية (السويدية)